# 대화로 (고양시)
대화로(Daehwa-ro)는 경기도 고양시 일산서구 송포동 법곳IC에서 경기도 고양시 일산서구 대화동 성저마을을 잇는 도로이다.

## 연혁
- 2009년 9월 11일: 도로명을 대화로로 고시

## 주요 경유지
경기도
- 고양시 일산서구 (송포동, 대화동)

## 주요 건물 및 시설
- 대화고등학교 (경기도 고양시 일산서구 대화로 100)
- 송포동행정복지센터 (경기도 고양시 일산서구 대화로 143)
- 고양농수산물종합유통센터 (경기도 고양시 일산서구 대화로 362)